# Vozera Prutsi
Vozera Prutsi (vitryska: Возера Пруці) är en sjö i Belarus, på gränsen till Litauen. Den ligger i den norra delen av landet, 190 km norr om huvudstaden Minsk. Vozera Prutsi ligger 143 meter över havet.